# Zvonice v Třešticích
Dřevěná zvonice stojí uprostřed návsi v obci Třeštice v okrese Jihlava. Roubená stavba z roku 1863 je nemovitou kulturní památkou, která byla v roce 1972 zapsána do státního seznamu kulturních památek pod číslem 31929/7-5364.

## Historie
Dřevěná zvonice byla postavena v roce 1863 uprostřed návsi. V roce 2007 byla rekonstruována. Byly vyměněny prahové trámy a vyzděn nový sokl. Při opravě byly odebrány vzorky z trámů pro dendrochronologický průzkum. Podle výsledků průzkumu byly stromy pro stavbu zvoničky smýceny v roce 1845. Na mapě z roku 1835 je na místě zvonice zakreslena dřevěná stavba stejného půdorysu. Lze předpokládat, že zvonice byla postavena s využitím dřevěných trámů ze staršího objektu.
Dřevěnou zvonici má obec Třeštice ve svém znaku.

## Popis
Zvonice je dřevěná roubená stavba postavena na půdorysu obdélníku z tesaných trámů. Vchod do zvonice ve štítové straně má dřevěné jednoduché dveře zavěšené na ocelových pásových závěsech. Zvonice má přesahující sedlovou střechu krytou šindelem, její štít je svisle bedněný. V polovině půdorysu vystupuje nad hřeben střechy hranolová čtyřboká zvonička, která má stěny svisle bedněné a v horní části proříznuté otvory. Střecha je stanová krytá šindelem a ukončena kuželkou.